# Euphonia trinitatis
Euphonia trinitatis là một loài chim trong họ Fringillidae.